# Mariä-Verkündigungs-Kirche (Nysa)

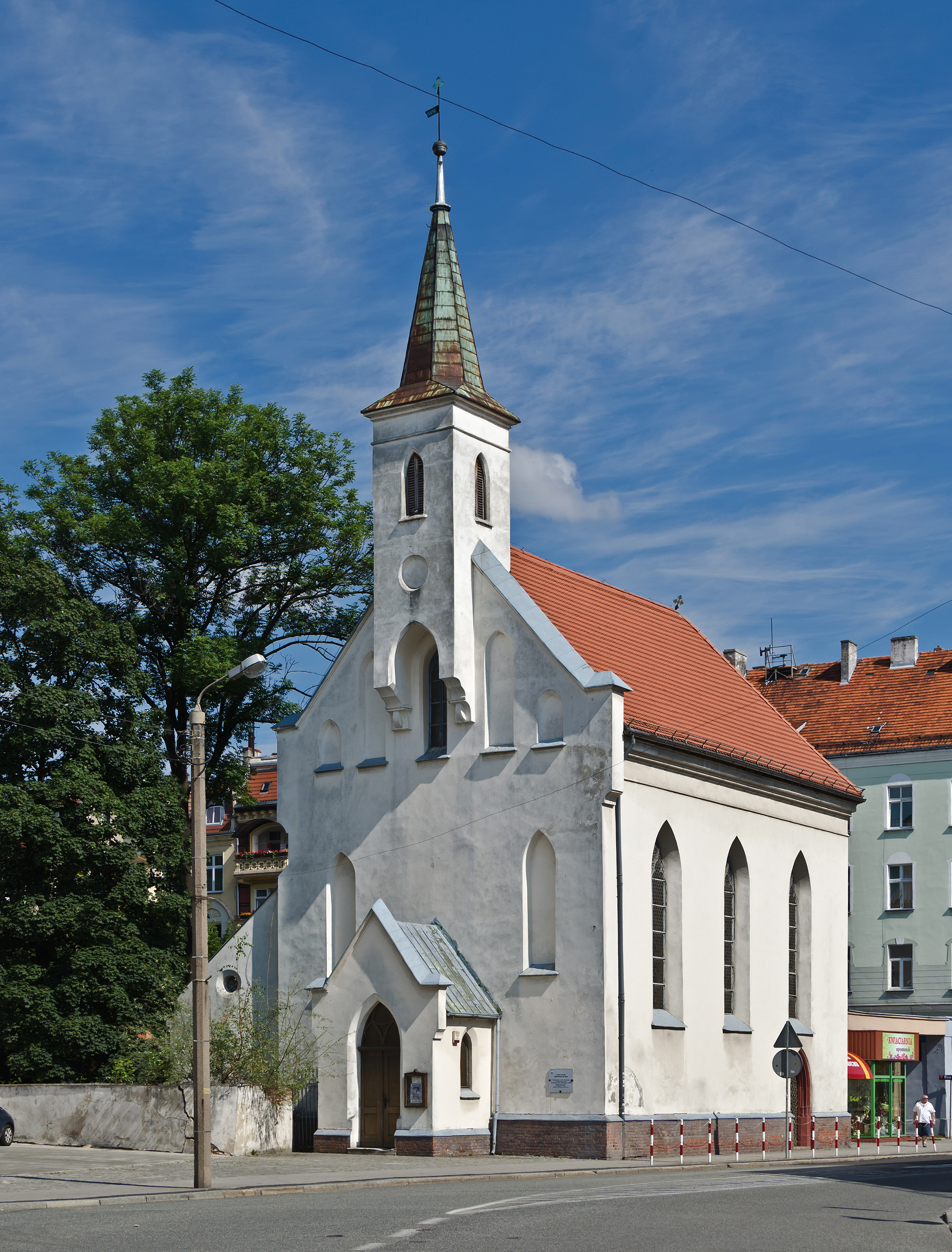
Nysa, Mariä-Verkündigungs-Kirche

Die Kirche der Verkündigung der heiligen Jungfrau Maria (bis 1945 Bürgerkirche, polnisch Kościół Zwiastowania Najświętszej Maryi Panny) ist eine römisch-katholische Kirche in der schlesischen Stadt Nysa (dt. Neisse). Das Gotteshaus steht am östlichen Ende der ul. Celna (bis 1945 Zollstraße). Die Kirche ist eine Filialkirche der Pfarrei St. Jakob (Parafii św. Jakuba).

## Geschichte
1372 wurde von Anna, der Witwe des Neissers Bürger Hanco Isenecher, zunächst eine Kapelle am ehemaligen Zolltor gestiftet. Dieser Bau wurde 1434 erweitert und mit zwei Altären ausgestattet. Unter dem Fürstbischof von Breslau Karl Joseph von Österreich wurde das Gotteshaus 1624 an die Jesuiten übertragen.
Bei der Belagerung der Stadt Neisse im Ersten Schlesischen Krieg wurde die Kirche 1742 beschädigt. Die Schäden wurden kurze Zeit später wieder beseitigt. Zwischen 1836 und 1876 wurde die Kirche als Turnhalle genutzt. Zwischen 1881 und 1885 erfolgte ein Teilabriss des Gebäudes. Die äußere Gestalt wurde rekonstruiert und im neogotischen Stil umgestaltet. Die Innenausstattung wurde teilweise beibehalten, teilweise im neogotischen Stil ergänzt. 
Während des Zweiten Weltkrieges blieb das Gebäude weitestgehend unbeschädigt erhalten. In den 1950er Jahren wurde die Inneneinrichtung teilweise zerstört und im neobarocken Stil ersetzt. Seit 1967 steht das Kirchengebäude unter Denkmalschutz.